# 엣지파운드리
엣지파운드리(Edge Foundry Co. Ltd.)는 대한민국의 센서기업이다. 본사는 대전시 유성구 엑스포로 385에 위치해 있으며 대표이사는 남용현·박찬영이다.

## 역사
2011년에는 한화시스템과 합작법인 반도체 센서 전문 기업인 '한화인텔리전스'를 설립했다. 2024년 트루윈에서 현재의 사명으로 변경하였다
2025년 한화인텔리전스와 합병이 주주총회에서 승인되었다

## 투자
2024년 운영자금 및 타법인 증권 취득자금 조달을 위해 인에이블홀딩스를 대상으로 200억 규모의 제3자배정 유상증자를 하였다.
2025년 60억 규모의 전환사채를 발행하였다.

## 논란
- 남용현 대표이사가 트루윈테크놀로지의 대표로 재직하던 2003년과 2004년에 주식 취득과 지분 매각 과정에서 비공개정보를 이용한 주식 거래로 적발되어 2000만원의 과징금과 4억9000만원의 단기매매차익 반환 명령을 받은 적이 있으며 대표이사의 재직 중 지분 양도로 최대주주 및 경영권 변동을 일으켜 트루윈테크놀로지가 부실화되고 상장 폐지된 적이 있다[10]
- 2016년에 감사보고서에서 외부감사인으로부터 범위제한으로 인한 '의견거절'을 받아 상장폐지 위기에 몰렸다가 재감사에서 이를 해소하여 상폐위기에서 벗어난 바 있다[11] 이를 위한 재감사에 본감사 비용 보다 10.7배나 많은 4억5000만원의 비용을 지출해서 논란이 된 적이 있다[12]
- 휴림에이텍이 라임트리사모투자합자회사(라임트리)의 주요 출자자이며, 라임트리는 에이아이코어비즈를 통해 엣지파운드리의 지분을 보유하고 있다.

## 상장
2014년 7월 11일 공모가 10,500원에 상장하였다.

## 같이 보기
- 휴림에이텍

## 참고문헌
1. ↑  남용현 트루윈 대표 "센서 기술력 기반 신사업 확대", 딜사이트, 2023년 9월 14일
2. ↑  전기차 훈풍 맞은 트루윈, 올해 차량용 센서 공급 확대에 주력, 디일렉, 2022.03.16
3. ↑  트루윈, 'CMOS 적용' 적외선 센서 올해 개발 완료...내년 양산 계획, 뉴스핌, 2023년 12월 4일
4. ↑  박기영, 트루윈, 200억 유증…AI반도체 밸류체인 구축나서나, 딜사이트, 2024년 2월 5일
5. ↑  한경석, 남용현 트루윈 대표 "센서 기술력 기반 신사업 확대", 딜사이트, 2023년 9월 14일
6. ↑  트루윈, AIㆍIR센서 사업 강화 위해 ‘엣지파운드리’로 사명 변경, 이투데이, 2024년 5월 10일
7. ↑  “엣지파운드리, 한화인텔리전스와 합병 청신호...한화시스템 2대주주로 등극”. 《파이낸셜뉴스》. 2025.02.18.
8. ↑  원다연, 트루윈, 200억 규모 제3자배정 유상증자, 이데일리, 2023년 12월 22일
9. ↑  엣지파운드리, 60억 규모 전환사채 발행 이데일리 2025-02-06
10. ↑  정민우, 남용현 트루윈 대표, 상장 앞두고 ‘구설수’, 브레이크뉴스, 2014년 6월 25일
11. ↑  이민하, 트루윈, 거래 재개 첫날 '급등'…상페 사유 해소, 한국경제, 2017.08.18
12. ↑  이나래, 배보다 배꼽이 더 크네… 상장사 재감사 비용, 본 감사의 최고 11배, 뉴데일리, 2018년 10월 9일